# Graphiurus ocularis
Graphiurus ocularis або Соня очкова — вид гризунів родини Вовчкові (Gliridae), один з чотирьох видів африканських сонь, що є ендеміками Південної Африки.

## Біологічний опис
Graphiurus ocularis мають пухнастий, майже білячий хвіст, досить коротку мордочку, маленькі вуха і м'яке хутро. Мордочка з білими і сірими цятками, навколо очей темні круги. Щоки, нижня поверхня тіла і верхні поверхні лап білі. Хвіст також має білі волоски.

## Ареал
Поширені в західній частині Південної Африки, де мешкають в скелястих місцевостях, на деревах і в господарських будовах.

## Спосіб життя
Очкові соні ведуть нічний спосіб життя. Це рухливі звірятка, що чудово повзають по деревах.

## Живлення
Об'єктом живлення очковим соням служать насіння і інша їжа рослинного походження, а також дрібні безхребетні.